# Besso (Lugano)

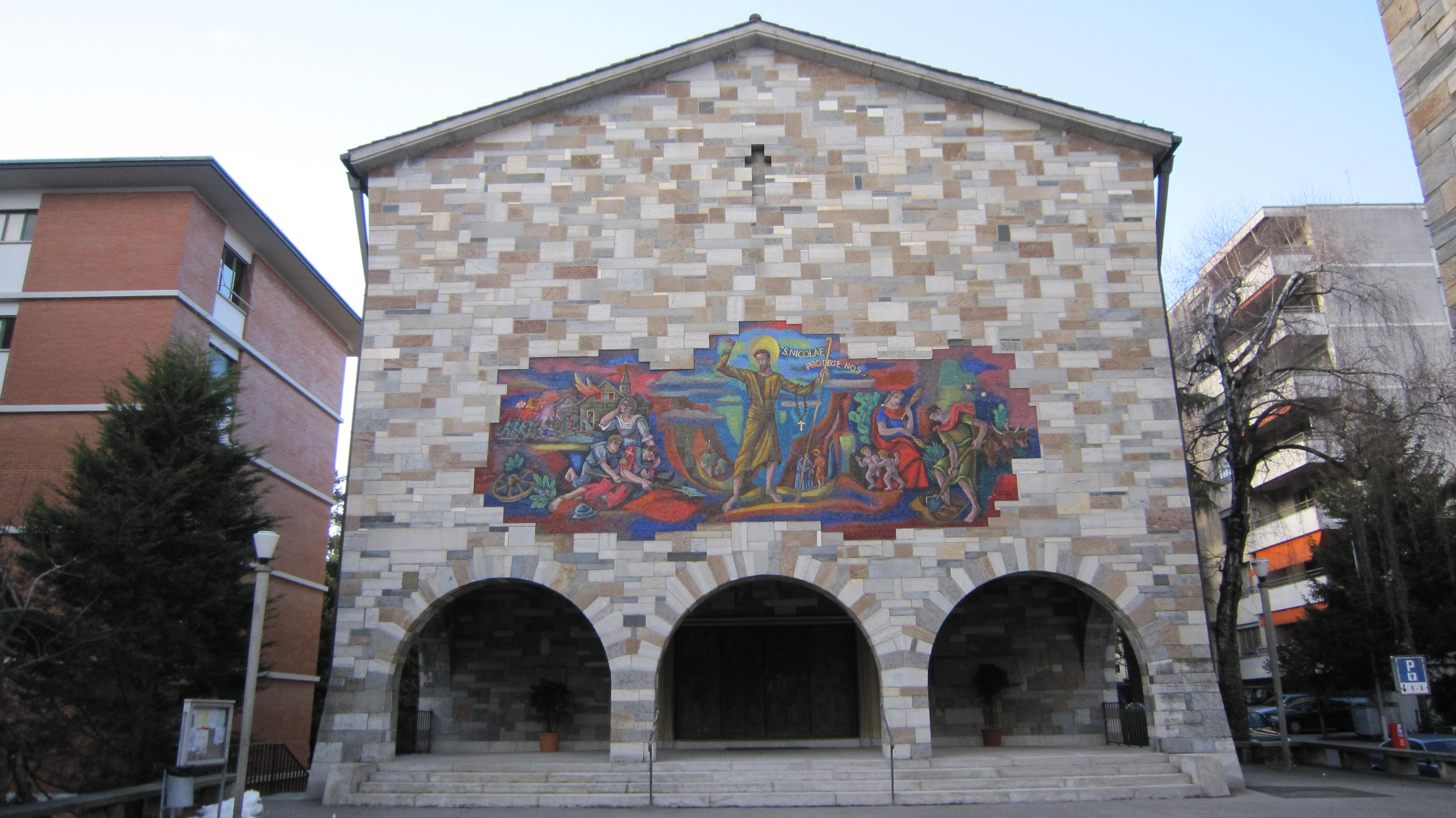
Kirche San Nicolao von Flüe

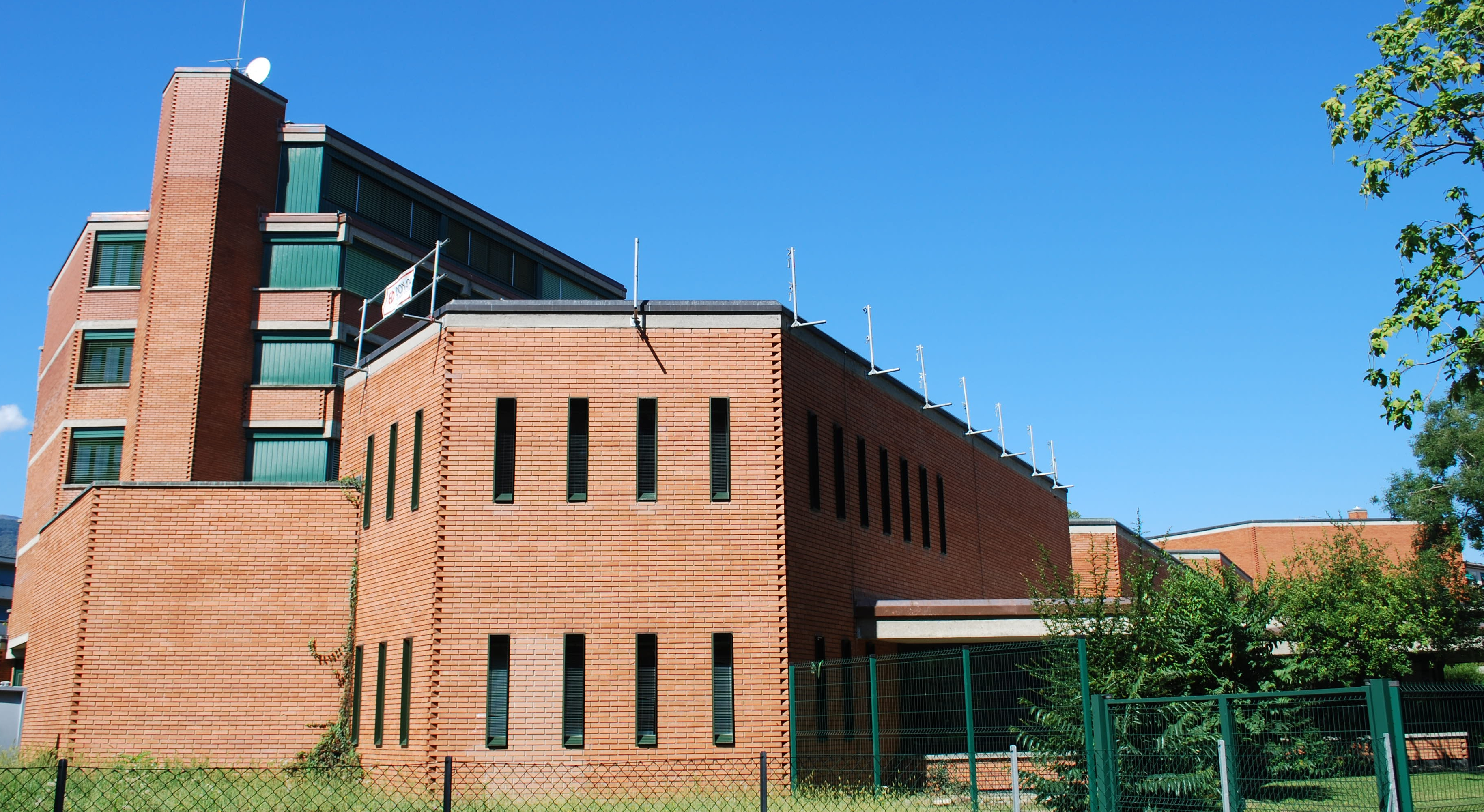
Gebäude RTSI, Architekt Alberto Camenzind u. a.

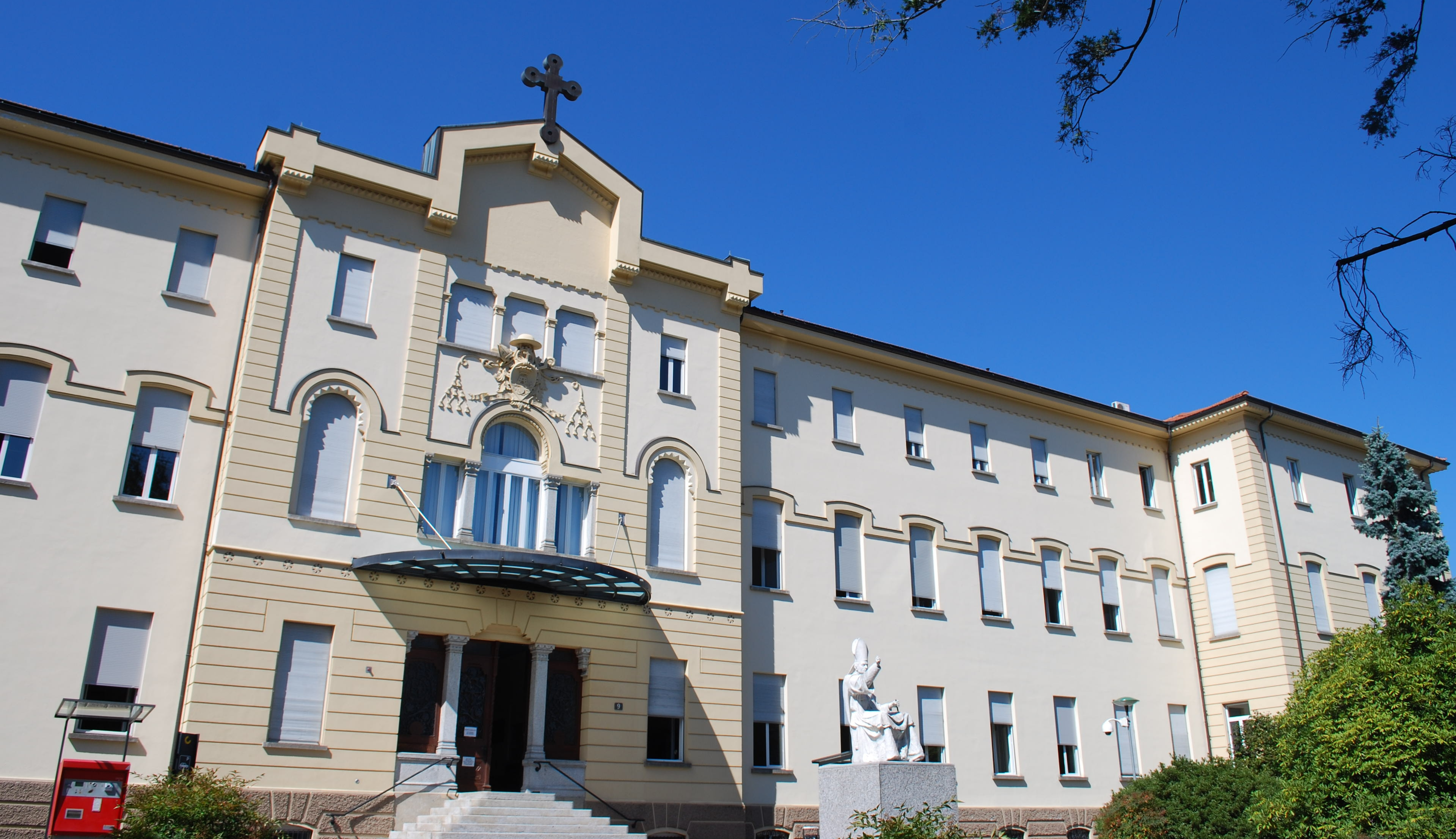
Centro San Carlo (Schweizerische Nationalphonothek)

Besso ist ein Quartier der Stadt Lugano im Kreis Lugano West, im Bezirk Lugano des Kantons Tessin in der Schweiz.

## Bevölkerung
| Bevölkerungsentwicklung | Bevölkerungsentwicklung | Bevölkerungsentwicklung | Bevölkerungsentwicklung | Bevölkerungsentwicklung |
| ----------------------- | ----------------------- | ----------------------- | ----------------------- | ----------------------- |
| Jahr                    | 2010                    | 2015                    | 2020                    | 2023                    |
| Einwohner               | 5001                    | 5286                    | 5127                    | 5191                    |

## Sehenswürdigkeiten
- Pfarrkirche San Nicolao von Flüe, Architekt: Giuseppe Antonini[2]
- Wohngebäude Rotonda, Architekten: Hans Witmer-Ferri, Silvia Witmer-Ferri[2]
- ehemalige Schokoladefabrik (später Typographie Veladini, heute Verlag Mosca)[2]
- Villa Elisa, Architekt: Americo Marazzi[2]
- ehemalige Villa Brentani, Architekt: Enea Tallone[2]
- ehemaliges Seminario diocesano (heute Schweizerische Nationalphonothek) (1901), Architekt: Paolo Zanini[2][3]
- ehemalige Clinica San Rocco (1934/1935), Architekten: Eugenio Cavadini und Agostino Cavadini
- Studio Radiotelevisione Svizzera (1958/1961), Architekten: Alberto Camenzind, Augusto Jäggli und Rino Tami[2]

## Persönlichkeiten
- Iva Cantoreggi (* 14. Februar 1913 in Paradiso; † 19. Juni 2005 in Lugano), Journalistin, Rundfunkmoderatorin[4]